# Liste der größten Burgen und Schlösser
Diese Liste reiht die größten Schlösser, Paläste und Burgen der Welt nach ihrer Nutzfläche. Erfasst werden alle Gebäude oder Gebäudekomplexe, die für einen Landesherrn oder andere Mitglieder des Adels errichtet wurden.
Nicht erfasst werden daher etwa der Parlamentspalast in Bukarest (mit einer Grundfläche von 65.000 m² und einer bebauten Fläche von 365.000 m²) sowie der türkische Präsidentschaftspalast Cumhurbaşkanlığı Sarayı (mit einer Grundstücksfläche von rund 210.000 m² und einer Gebäudefläche von 40.000 m²) in Ankara.
Erfolgte die Reihung nicht nach der Nutzfläche, sondern nach der von den Palastmauern umfassten Fläche, wäre die Verbotene Stadt in Peking mit 728.000 m² (Nutzfläche: 150.000 m²) der größte Palast der Welt.
| Rang | Name                         | Staat                  | Ort                        | Nutzfläche         | Bild                             |
| ---- | ---------------------------- | ---------------------- | -------------------------- | ------------------ | -------------------------------- |
| 1    | Hofburg                      | Österreich             | Wien                       | 240.000–300.407 m² | Hofburg Palace                   |
| 2    | Palais du Louvre             | Frankreich             | Paris                      | 210.000 m²         | Louvre Palace                    |
| 3    | Istana Nurul Iman            | Brunei                 | Bandar Seri Begawan        | 200.000 m²         | Istana Nurul Iman Palace         |
| 4    | Apostolischer Palast         | Vatikanstadt           | Vatikanstadt               | 162.000 m²         | Apostolic Palace                 |
| 5    | Verbotene Stadt              | Volksrepublik China    | Peking                     | 150.000 m²         | Forbidden City                   |
| 6    | Marienburg (Ordensburg)      | Polen                  | Malbork                    | 143.000 m²         | Malbork Castle                   |
| 7    | Palacio Real                 | Spanien                | Madrid                     | 135.000 m²         | Royal Palace of Madrid           |
| 8    | Quirinalspalast              | Italien                | Rom                        | 110.500 m²         | Quirinal Palace in Rome          |
| 9    | Abdeen-Palast                | Ägypten                | Kairo                      | 108.000 m²         | Abdeen Palace                    |
| 10   | Falaknuma-Palast             | Indien                 | Hyderabad                  | 93.971 m²          | Falaknuma Palace                 |
| 11   | Palast von Venaria Reale     | Italien                | Venaria Reale              | 80.000 m²          | Palace of Venaria                |
| 12   | Buckingham Palace            | Vereinigtes Königreich | London                     | 77.000 m²          | Buckingham Palace                |
| 13   | Prager Burg                  | Tschechien             | Prag                       | 70.000 m²          | Prague Castle                    |
| 13   | Topkapi-Palast               | Türkei                 | Istanbul                   | 70.000 m²          | Topkapi Palace                   |
| 14   | Schloss Versailles           | Frankreich             | Versailles                 | 63.154 m²          | Palace of Versailles             |
| 15   | Stockholmer Schloss          | Schweden               | Stockholm                  | 61.210 m²          | Royal Palace of Stockholm        |
| 16   | Palast von Caserta           | Italien                | Caserta                    | 61.000 m²          | Reggia di Caserta                |
| 17   | Winterpalast                 | Russland               | St. Petersburg             | 60.000 m²          | The Winter Palace                |
| 17   | Mannheimer Schloss           | Deutschland            | Mannheim                   | 60.000 m²          | Mannheim Palace                  |
| 18   | Wawel-Schloss                | Polen                  | Krakau                     | 56.973 m²          | Königliche Schloss auf dem Wawel |
| 19   | Schloss Windsor              | Vereinigtes Königreich | Windsor                    | 54.835 m²          | Windsor Castle                   |
| 20   | Schloss Christiansborg       | Dänemark               | Kopenhagen                 | 51.660 m²          | Christiansborg Palace            |
| 21   | Hampton Court Palace         | Vereinigtes Königreich | Richmond upon Thames       | 47.330 m²          | Hampton Court                    |
| 22   | Berliner Schloss             | Deutschland            | Berlin                     | 45.000 m²          | Rekonstruktion Berliner Schloss  |
| 23   | Schloss Fürstenstein         | Polen                  | Wałbrzych                  | 42.840 m²          | Schloss Fürstenstein             |
| 24   | Grand Serail                 | Libanon                | Beirut                     | 39.970 m²          | Hamidiyyeh Clock Tower           |
| 25   | Palácio Nacional de Mafra    | Portugal               | Mafra                      | 39.948 m²          |                                  |
| 26   | Königlicher Palast (Brüssel) | Belgien                | Brüssel                    | 33.027 m²          | Bruxels April 2012-4.jpg         |
| 27   | Palazzo Pitti                | Italien                | Florenz                    | 32.000 m²          | Palazzo Pitti                    |
| 28   | Schloss Frederiksborg        | Dänemark               | Hillerod                   | 31.290 m²          | Frederiksborg Palace             |
| 29   | Schloss Schönbrunn           | Österreich             | Wien                       | 31.056 m²          | Schönbrunn, Viedeň, Rakúsko      |
| 30   | El Escorial                  | Spanien                | San Lorenzo de El Escorial | 30.658 m²          | El Escorial                      |
| 31   | Kronborg                     | Dänemark               | Helsingor                  | 28.724 m²          | Kronborg                         |
| 32   | Amalienborg                  | Dänemark               | Kopenhagen                 | 26.500 m²          | Amalienborg Palace               |
| 33   | Großer Kremlpalast           | Russland               | Moskau                     | 24.100 m²          | Grand Kremlin Palace             |